# Alchemilla rivularis
Alchemilla rivularis är en rosväxtart som beskrevs av Jiří Ponert. Alchemilla rivularis ingår i släktet daggkåpor, och familjen rosväxter. Inga underarter finns listade i Catalogue of Life.